# Palazzo Ducale (Rivalta)

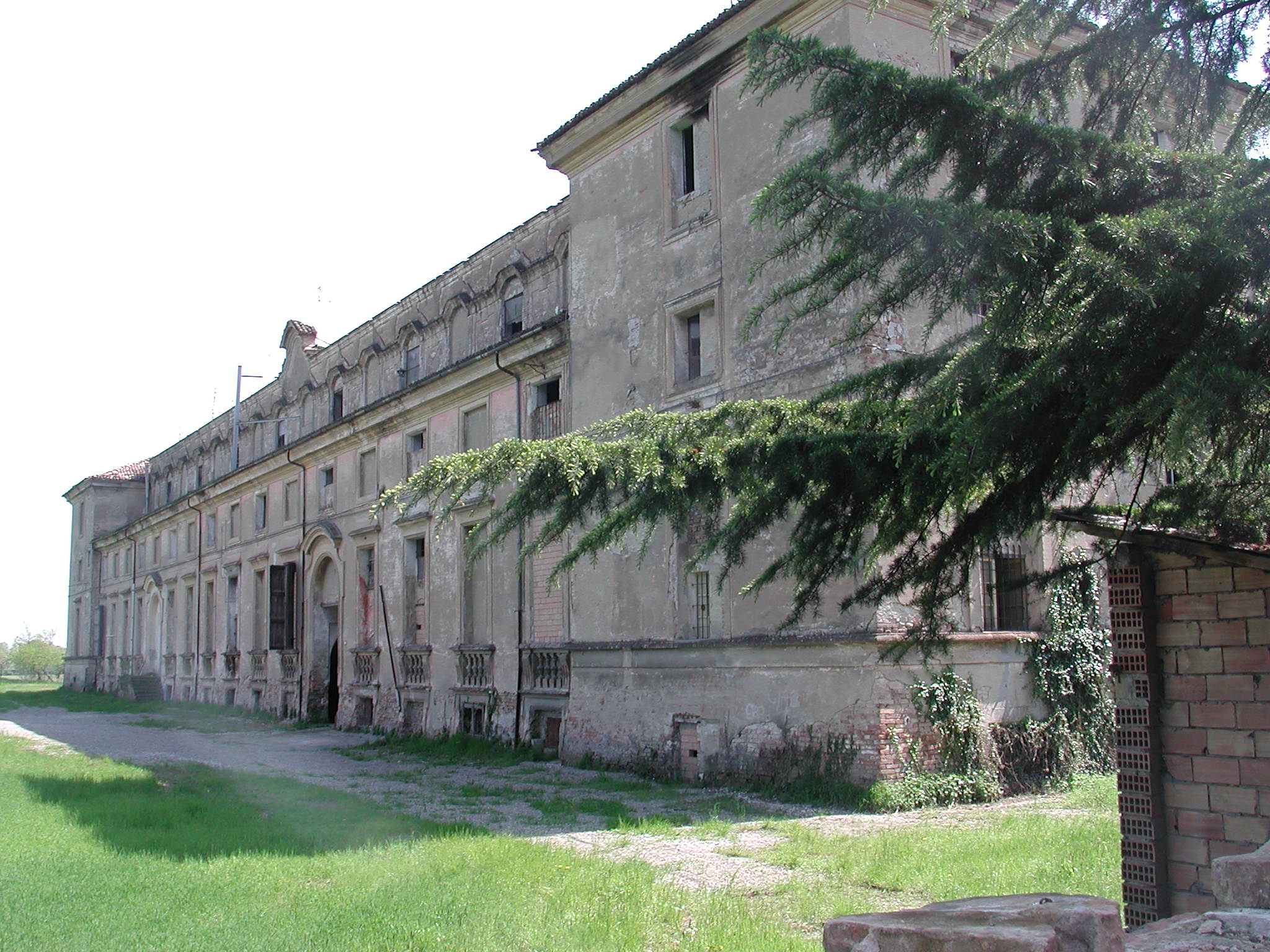
Palazzo Ducale in Rivalta

Der Palazzo Ducale (dt.: Herzoglicher Palast) ist ein Palast aus dem 18. Jahrhundert in Rivalta, einem Ortsteil von Reggio nell’Emilia in der italienischen Region Emilia-Romagna. Er ist auch als Villa Ducale di Rivalta, Reggia di Rivalta, Villa Estense oder Palazzone bekannt. Eigentlich handelt es sich um ein Landhaus, das derzeit renoviert wird.

## Geschichte
1641 kaufte den Palast der Prinz Borso d’Este.
Zwischen 1641 und 1644 wurde er umgebaut und erweitert.
In den Jahren 1647–1657 wohnten dort Borso d’Este und seine Gattin Ippolita.
1675 erhielt ihn der Markgraf von Montecchio, Foresto d’Este, der spätere Markgraf von Scandiano.
1724 gab ebenjener Foresto d’Este den Palast an den Erbprinzen und künftigen Herzog von Modena und Reggio, Francesco III. d’Este weiter.
Der Palast mit großem Park und Parterre war auf Wunsch der französischen Prinzessin und Gattin von Francesco, Charlotte Aglaé d’Orléans, vom Schloss Versailles inspiriert. Wegen seiner Schönheit kann er als eine der Delizie estensi angesehen werden.
Rivalta galt damals als eine kleine „Villa“ oder als ländliches Viertel südlich von Reggio.
1788 wurde der Palazzo Ducale mit der Stadt verbunden, im ersten Teil des Weges mit einer Allee, die man heute noch im Verlauf der Viale Umberto I erkennt und die mit Springbrunnen und Obelisken verziert und damals auch von Reihen von Zypressen flankiert waren, die heute verschwunden und durch Limetten ersetzt sind. Eine Brücke, die im selben Jahr erbaut wurde, führte über den Crostolobach.
1796 wurde der Palast im Zuge des Einfalls der französischen Armee nach Italien und ihres Vorstoßes durch die Poebene von den Abteilungen der Armee Napoleons besetzt. Dort wurden Offiziere und Truppen untergebracht und er war die Basis des Militärkommandos der Gegend. Am Ende der französischen Besatzung wurde die herzogliche Villa, um einige Kunstwerke ärmer und mit einigen Spuren der Besatzung einem örtlichen Bürgerkomitee übergeben.
Um 1807 wurden einige Teile des Gebäudes, einschließlich der Hauptfassade auf der Gartenseite, abgerissen und der gesamte herzogliche Garten wurde nahezu ausgelöscht, um für landwirtschaftlich genutzte Felder Platz zu machen. Viele der Baumaterialien wurden entfernt und bei privaten Bauten wiederverwendet, wogegen die Möbel und die Deckenbalken an jeden, der danach fragte, als Brennholz verteilt wurden. Der verbleibende Flügel, der sehr viel kleiner als die abgerissenen an der Front- und Rückfassade war, war wohl für die Dienerschaft bestimmt. Überlebt hat auch die Kapelle, die später in landwirtschaftliche Gebäude integriert wurde.
Erst 2005 kaufte die Stadt Reggio nell’Emilia die Reste des Landhauses und des Gartens; es wurde ein Prozess begonnen, der beide wiederherstellen und aufwerten soll.

## Beschreibung

### Die Gärten

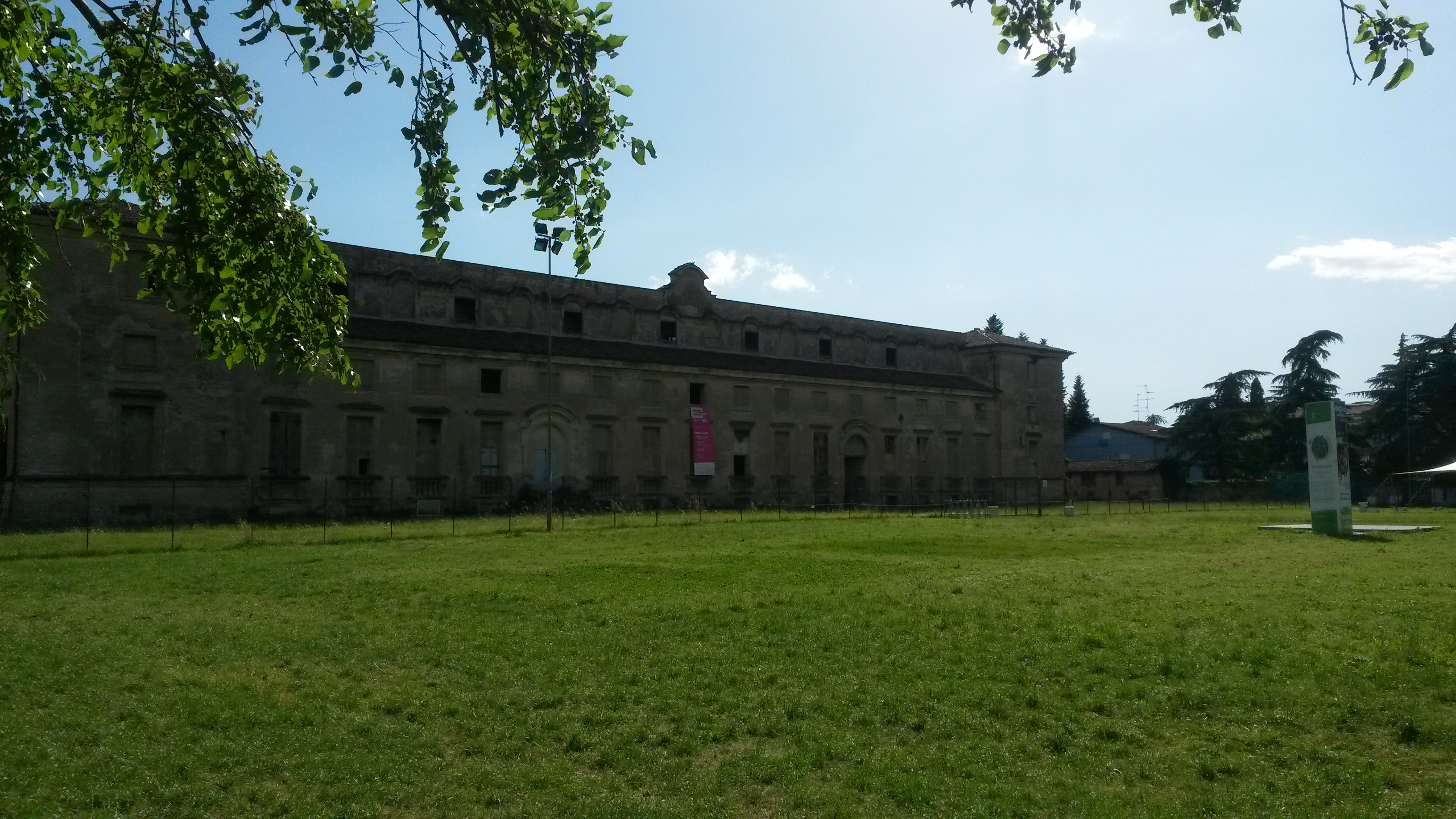
Gartenseite des Palastes

Von dem Park und den Gärten mit den Wasserspielen, die unter Nutzung des Wassers des benachbarten Crostolobaches errichtet wurden, sind nur der eingefriedete Bereich, ein ovales Becken, das zum Teil in Ruinen liegt, und vermutlich ein gelapptes Becken erhalten, auch wenn es heute ohne Bezug zur ursprünglichen Anlage ist. Von den zahlreichen Statuen, die die Gärten zierten, wurden viele zerstört, wogegen einige entfernt und im sogenannten Parco del Popolo (dt.: Volkspark), den heutigen Stadtpark im Zentrum wieder aufgestellt wurden. Zwei weitere stehen auf der Brücke über den Crostolobach im Viertel San Pelegrino, wogegen eine weitere heute gut sichtbar an der zentralen Piazza Prampolini steht. Wenige Schritte von dem herzoglichen Landhaus entfernt erhebt sich eine hundertjährige Libanon-Zeder mit einer imposanten Höhe von 27 Metern. Man nimmt an, dass es sich dabei um einen der Bäume des ursprünglichen Parks der D’Estes handelt, aber ihr Standort an der Nordostecke des Landhauses sorgt dafür, dass man sich da nicht sicher sein kann.

### Der Komplex
Der Palazzo Ducale von Rivalta bildete einen Teil eines weitläufigen Komplexes, der – weiter oben – auch die Villa di Rivaltella (heute Standort einer Wurstfabrik) und die Gran Vasca (dt. Großes Becken) oder Vasca di Corbelli, ein künstliches Becken, enthielt, das das System von Springbrunnen speiste und in seiner Mitte das Inselchen Fuzzi l’Ozio beherbergte, das damals für die Erbauung gedacht war und ein schönes Gebäude aus dem Spätbarock enthielt, das heute noch hervorragend erhalten ist. Dieser Teich wurde für die Sportfischerei angepasst und ist öffentlich zugänglich.